# Vùng đô thị Memphis
Vùng đô thị Memphis (thường gọi là The Mid-South trong tiếng Anh) là một khu vực thống kê đô thị nằm ở 3 tiểu bang Tennessee, Arkansas và Mississippi của Hoa Kỳ. Trung tâm vùng đô thị là thành phố Memphis. Đây là vùng đô thị lớn thứ 41 Hoa Kỳ. Theo điều tra dân số năm 2000, vùng đô thị này có dân số 1.205.204 người, dân số theo điều tra năm 2010 là 1.305.946 người.

## Các quận
Tennessee
- Quận Shelby
- Quận Tipton
- Quận Fayette

Mississippi
- Quận DeSoto
- Quận Marshall
- Quận Tate
- Quận Tunica
- Quận Coahoma

Arkansas
- Quận Crittenden

## Các thành phố, thị xã

### Khu dân cư hơn 100.000 dân
- Memphis, Tennessee (thành phố chính)

### Khu dân cư với dân số từ 25.000 đến 50.000 người
- Bartlett, Tennessee
- Collierville, Tennessee
- Germantown, Tennessee
- Olive Branch, Mississippi
- Southaven, Mississippi
- West Memphis, Arkansas

### Khu dân cư từ 5000 đến 25.000 người
- Covington, Tennessee
- Hernando, Mississippi
- Holly Springs, Mississippi
- Horn Lake, Mississippi
- Lakeland, Tennessee
- Marion, Arkansas
- Millington, Tennessee
- Senatobia, Mississippi